# قرار مجلس الأمن التابع للأمم المتحدة رقم 128
قرار مجلس الأمن التابع للأمم المتحدة رقم 128 اعتمد في 11 يونيو 1958. بعد الاستماع إلى اتهامات من الممثل الدائم للبنان فيما يتعلق بالتدخل من جانب الجمهورية العربية المتحدة في الشؤون الداخلية للبنان، قرر المجلس إرسال فريق مراقبة إلى لبنان لضمان عدم حصول أي تسلل غير قانوني للأفراد، توريد الأسلحة أو الأعتدة الأخرى عبر الحدود اللبنانية. أذن المجلس للأمين العام اتخاذ الخطوات اللازمة لتحقيق تلك الغاية وطلب من مجموعة المراقبة إبقائهم على علم من خلال الأمين العام.
واعتمد القرار 128 بعشرة أصوات مقابل لا شيء، مع امتناع الاتحاد السوفيتي عن التصويت.